# 菜系

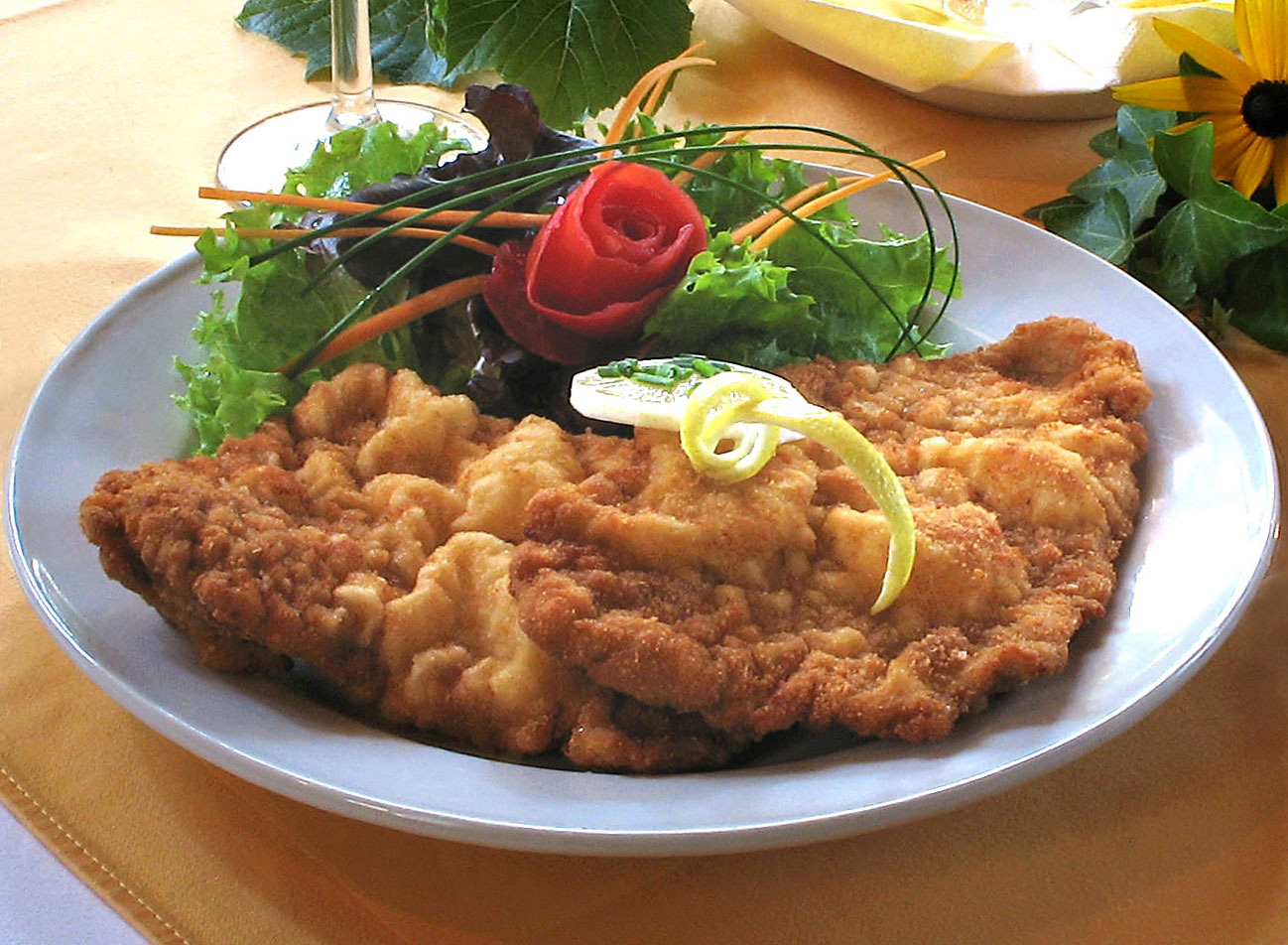
维也纳炸牛排是中歐料理的例子之一。該料理是基於該地區的食材與當地烹飪方式而準備

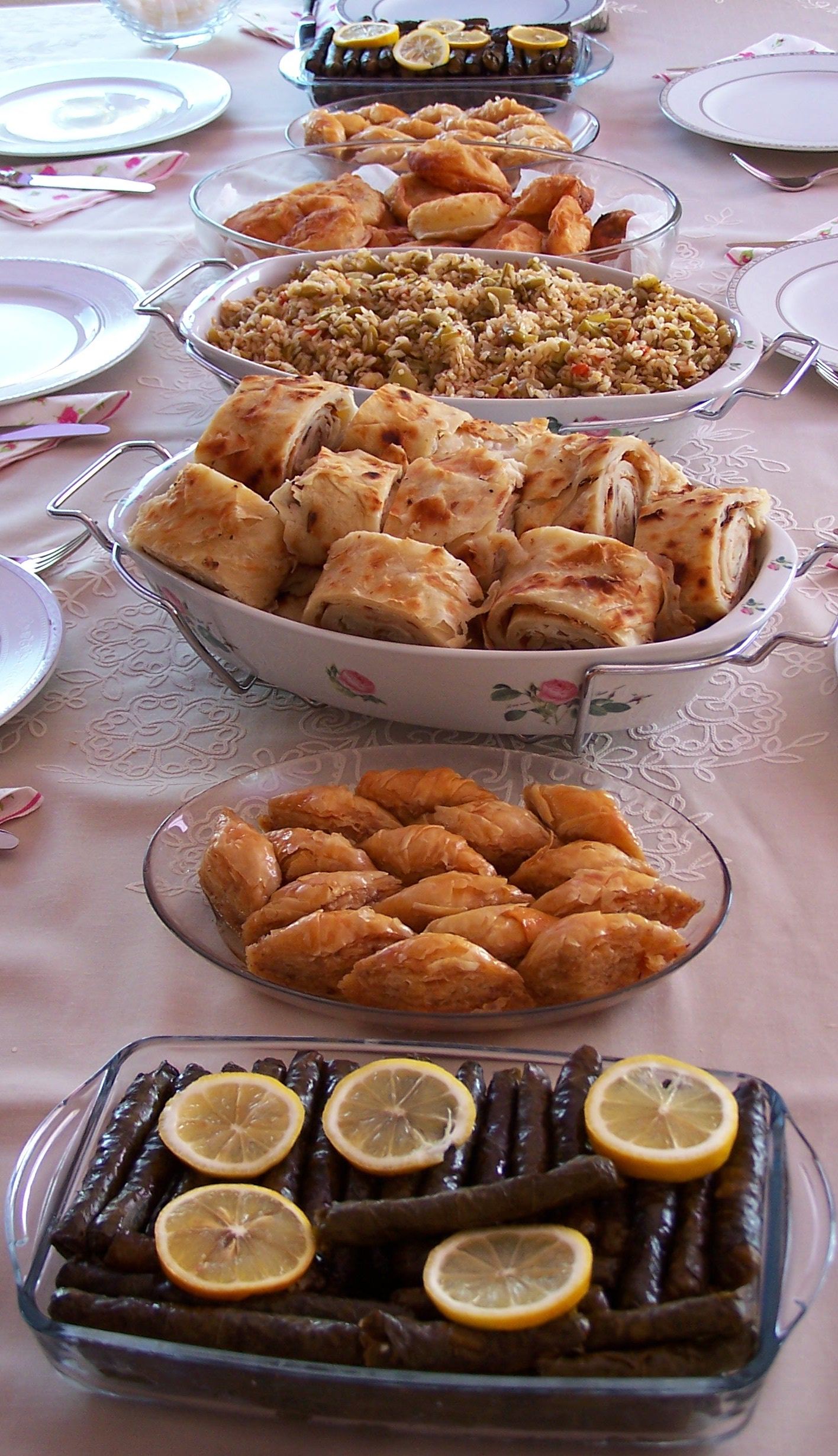
土耳其饮食的一個例子

菜系，又稱料理，是指一種在食材、烹調技巧及菜餚上的獨有烹饪方式，而它通常與一種獨有文化或一個特定地區互相聯繫。一般而言，地區性的食物準備傳統、習俗與食材互相結合，方能創造屬於該地區獨有的菜餚。
菜系主要受在地可提供的食材或貿易因素影響，而當菜系在一個地區變得受歡迎之時，菜系自身甚亦可能會產生新而獨特的食材，例如日本料理中的日本米及新墨西哥飲食中的新墨西哥辣椒。
不同宗教的飲食法規對於菜系亦可產生頗大的影響，例如印度飲食中的印度教、旁遮普飲食中的錫克教、東亞飲食中的佛教、中東飲食中的伊斯蘭教，以及猶太人飲食和以色列飲食中的猶太教。

## 影響菜系的因素
影響一個地區菜系的部份因素包括該地的氣候、與不同國家之間的貿易往來、宗教或禁奢侈法案及菜系文化的交流。例如，热带料理或會包含更多蔬果，而極帶菜餚或較依賴於肉類和魚類。
一個地區的氣候情況（透過大範圍的量度）左右了當地可供應的食材。與此同時，氣候亦會影響食材的保存。例如，透過熏、加工貯藏及醃的方式保存冬季才會食用的食材於全球不同菜系中仍具重要地位，以配合不同地區的味道喜好。
不同國家之間貿易往來亦對一個地區的菜系帶來不少影響。回溯至古代的香料貿易，桂皮、肉桂、山姜、薑及薑黃等調味料對於最早期的貿易革命中重要的通商元素。在至少4000年前，有人發掘到將桂皮和肉桂遠銷至遠東地區的方法。
部份食材或食物準備方法受宗教法或禁奢侈令限制而必需或禁止使用，例如伊斯蘭教和猶太教的飲食規定。
在烹飪上的文化交流在不少地區的菜系的影響上亦是一個重要的因素：十六世紀後半葉，歐洲傳教士造訪日本，令日本首次大規模直接了解西方文化。與此同時，來自西班牙及葡萄牙的野味油炸技巧與東亞地區利用油烹調蔬菜的方法相結合，促成天婦羅這種「將海鮮及不同種類的蔬菜沾上糊狀物，再加以油炸的著名日式料理」的誕生。

## 歷史
菜系的由來可追溯自古代。當食材開始需要更多準備的時候，不同地區的文化均衍生出獨特的料理。

## 菜系發展

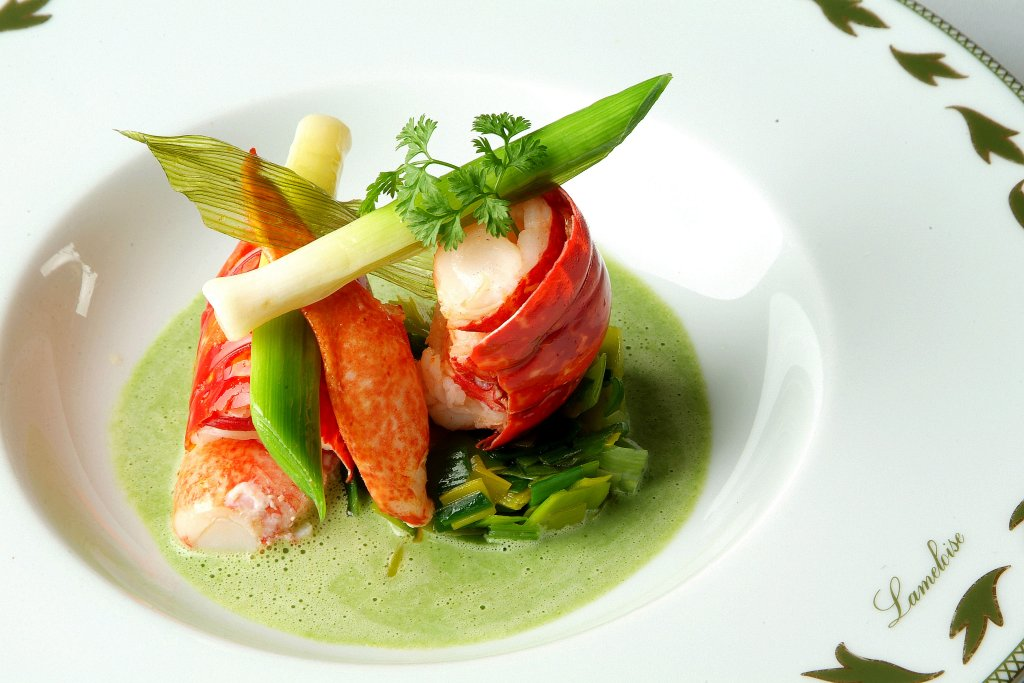
新潮烹調的一個演繹例子。這道料理在西班牙凍湯上擺有腌泡的淡水螫蝦、蘆筍和水田芥

在不同菜系的持續發展下，通過創新和文化交流產生新的菜系。其中一個近期的例子正是多國料理，一種融合不同烹飪傳統，卻不被歸類為任何一種菜系的料理。一般而言，這種料理泛指1970年代起於不少當代餐廳對於料理的創新。新潮烹調是一種在法國飲食文化中烹調和準備食材的方式，於1960年代在食評家亨利·戈（即創造該詞的人）與其同事克里斯蒂安·米約和克里斯蒂安·米洛的新餐廳指南《戈和米約》（或稱《Le Nouveau Guide》）推出後漸受關注。分子料理是現代一種集科學界多種科研之優勢（分子烹飪）的烹調技巧。該用語於1999年，由法國国家农业研究院化學家艾維·蒂斯提出，以區分他和前牛津大学物理學家尼古拉斯·屈爾蒂於1988年提出的用語「分子料理」（Molecular gastronomy，為一科研活動）。而在部分廚師中，則將之稱作「多感官烹調」（multi sensory cooking）、「現代主義料理」（modernist cuisine）、「烹飪物理」（culinary physics）或「實驗料理」（experimental cuisine）。此外，國際間的貿易為既有的菜系帶來新的食材（包括調味料），從而帶來種種改變。約十七世紀末，辣椒從南美引入至中國，對川菜的影響尤為深遠。川菜結合採用花椒的既有味道與新引進之辣椒的味道，創造出一種味道強烈的獨有麻辣風味。

## 環球菜系
環球菜系（英語：Global cuisine）是指於全球採用的菜系，而此亦可就常用食材的常見處理方法（包括谷物、農產品及煮食用脂肪）作分類。

## 地方菜系
地方菜系可因特定食材的供應與使用、在地的烹調習俗與方法，及整體的文化差異而不同。上述的因素於大片版圖之中可或多或少地相同，或於個別地區內差異甚大。例如在中美洲及北美洲，不論是新鮮又或曬乾的玉米（王蜀黍）均是主食，而它亦有不同的用法。在北歐地區，小麥、裸麥及動物內臟脂肪佔主導地位；但在南歐地區，橄欖油無處不在，而稻米則更為普遍。在意大利，北方飲食文化包括黄油和稻米，而在南方則為麵食和橄欖油，兩者迴然不同。稻米是中國部份地區的主食，而其他地區則為面条和麵包。在中東及地中海地區，常見的食材包括羊肉、橄欖油、柠檬、辣椒及稻米。印度大部份地區遵行的素食主義令鹰嘴豆及小扁豆等荚果（僅收割其乾種子）的重要性有如小麥和稻米般高。從印度至印度尼西亞，香辛料的大量使用是當地飲食文化的一個特徵，而椰子和海鮮於上述地區亦作為食材和調味料。

### 非洲飲食
非洲料理由當地水果、谷物及蔬菜，以及奶類及肉類製品混為一體而成。在非洲部份地區，當地傳統飲食採用大量奶類、凝乳及乳清製品。然而，在非洲大部份的熱帶地區，牛奶是稀有產物，並不能夠在當地生產（基於多種影響生畜的疾病）。非洲的多元種族組成可反映在不同的飲食習慣、菜餚，以及不同居民的食材預備技巧之上。

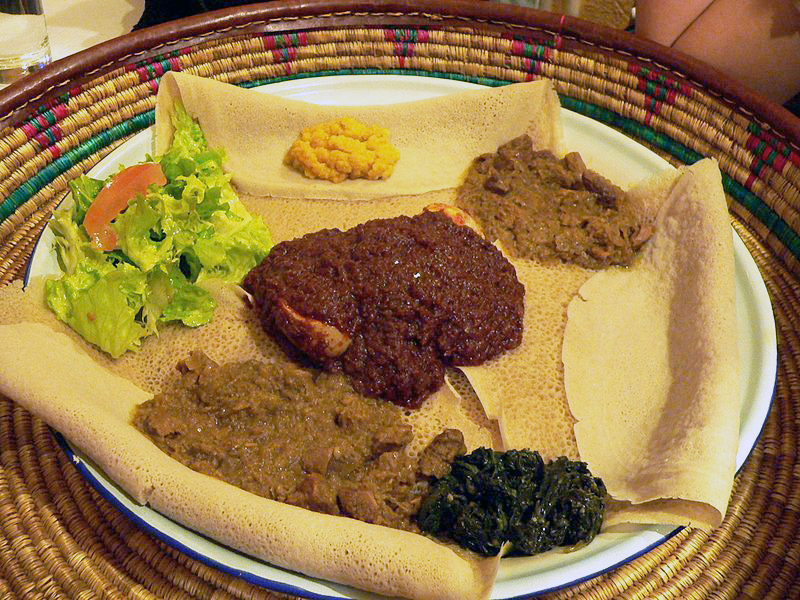
典型衣索比亞及厄立特里亞（英语：Eritrean cuisine）料理：英杰拉（班戟狀薄麵包）及數種wat（燉物）
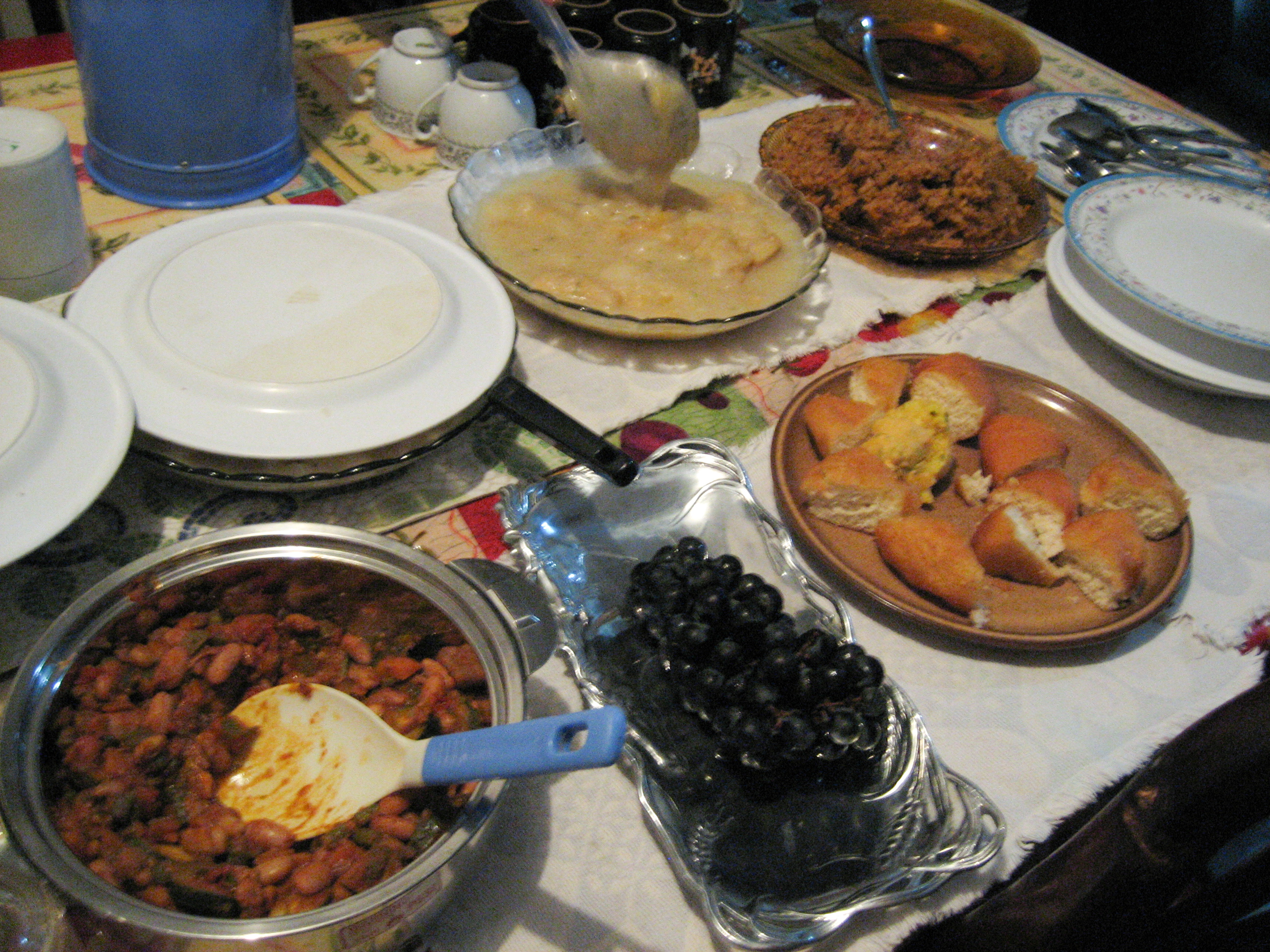
在坦桑尼亚的一頓齋戒月晚飯
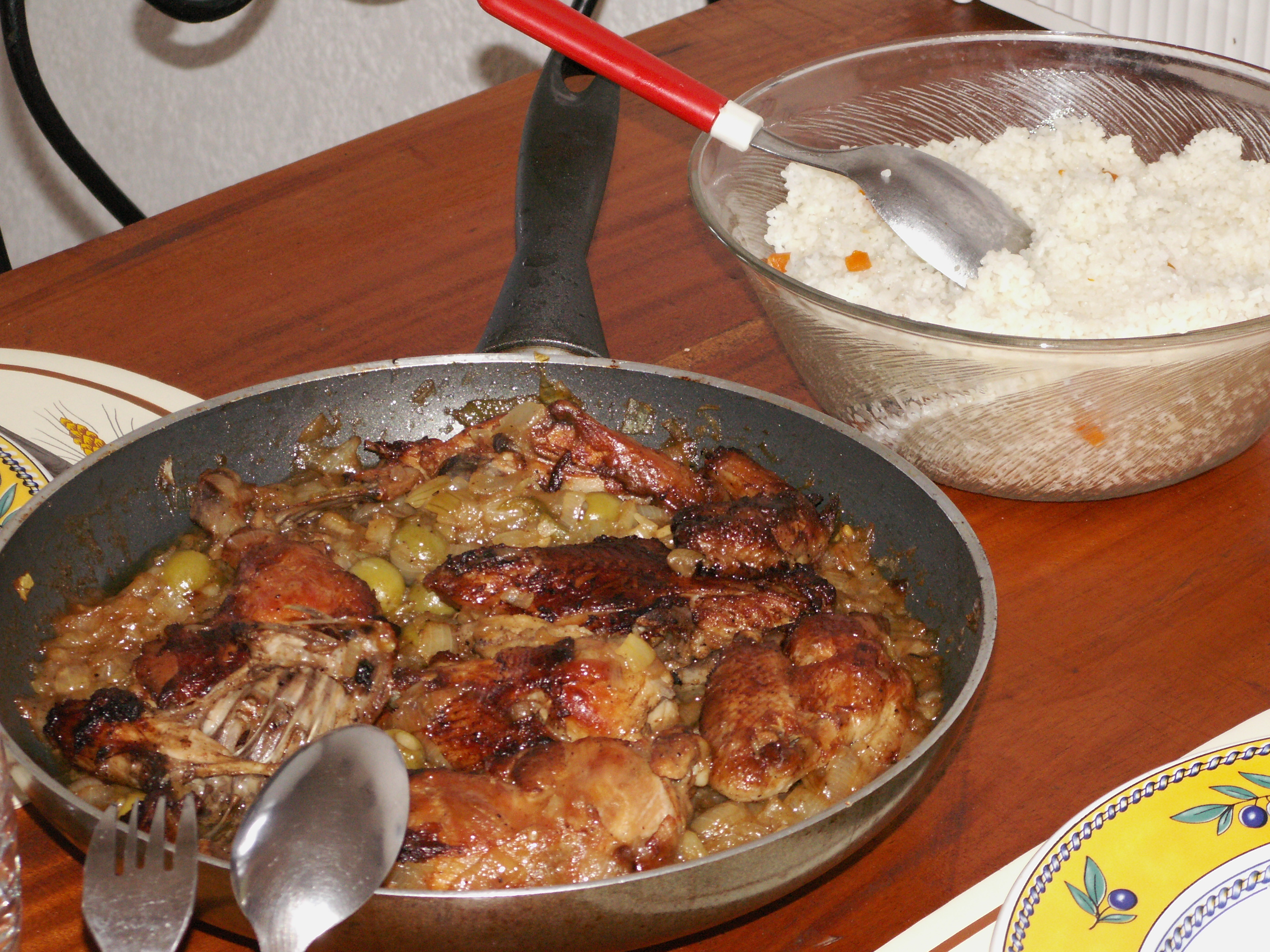
亞薩是西非地區其中一款常見菜餚，以雞肉或魚肉製成。圖中顯示為雞肉亞薩
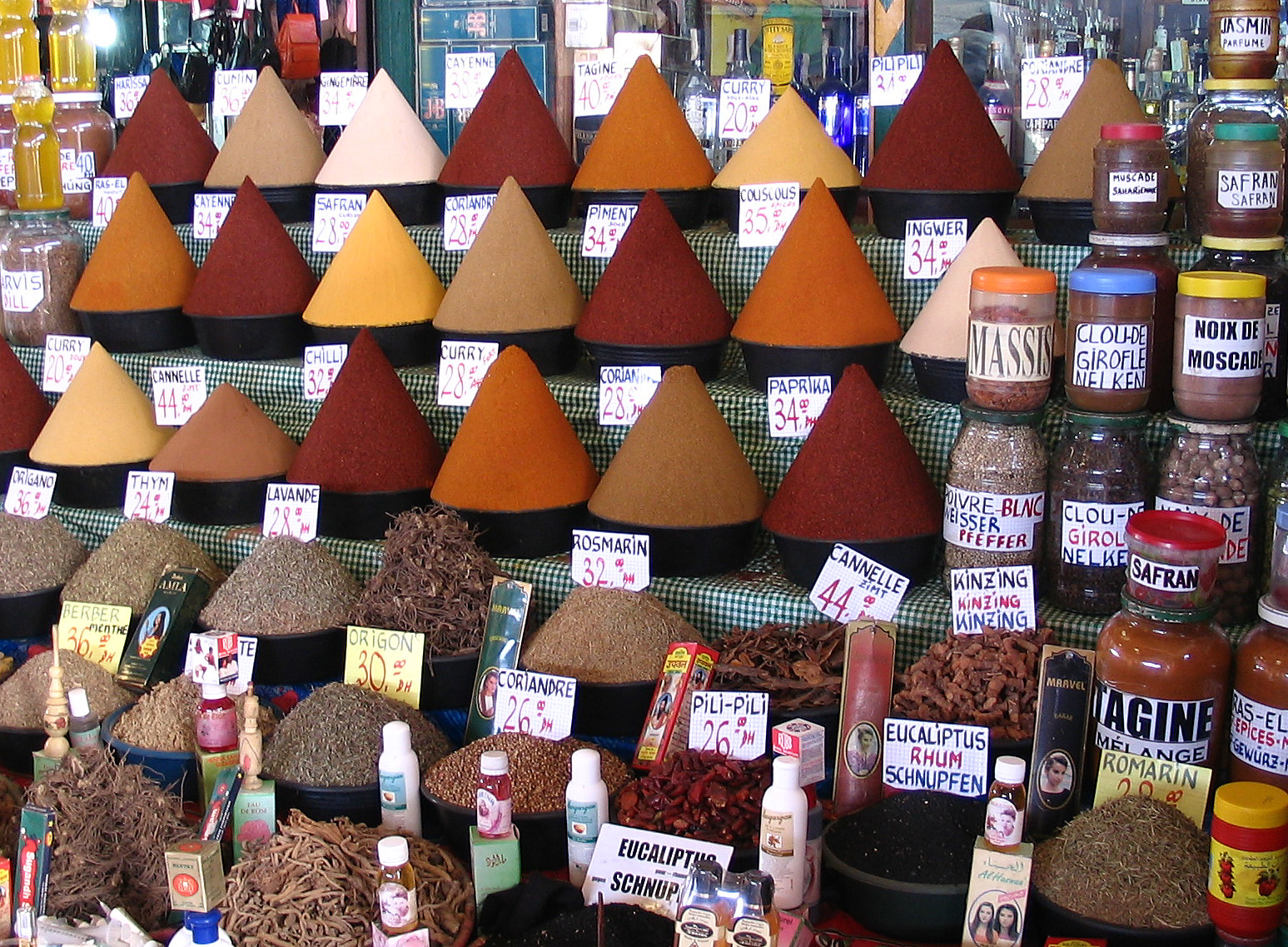
於摩洛哥阿加迪尔中央市場上的香辛料

### 亞洲飲食
亞洲地區的菜系可謂多元，當中包括東亞菜、南亞菜、東南亞菜、中亞菜及西亞菜。東亞及東南亞地區（鑒於海外華人的影響）的常見食材計有稻米、薑、蒜頭、芝麻籽、辣椒、乾蔥、醬油及豆腐，而炒、蒸及炸為常見的烹調方法。縱然稻米對於亞洲大部份地區的飲食而言為之重要，在不同地區各有常見的稻米種類：南亞地區以印度香米較普遍，東南亞則為茉莉香米，中国有长粒米和短粒米，日、韓为短粒米。咖哩亦是一種於南亞、東南亞及東亞（尤其為日本咖哩）地區的普遍料理，但於西亞及中亞地區飲食中則少见。這些咖哩料理的主要成分在南亞地區通常為酸奶，东南亞地區採用椰浆，而東亞地區則為燉肉及燉蔬菜。南亞菜及東南亞菜以時常採用大量亞洲熱帶地區常見的香料和香草為特徵。

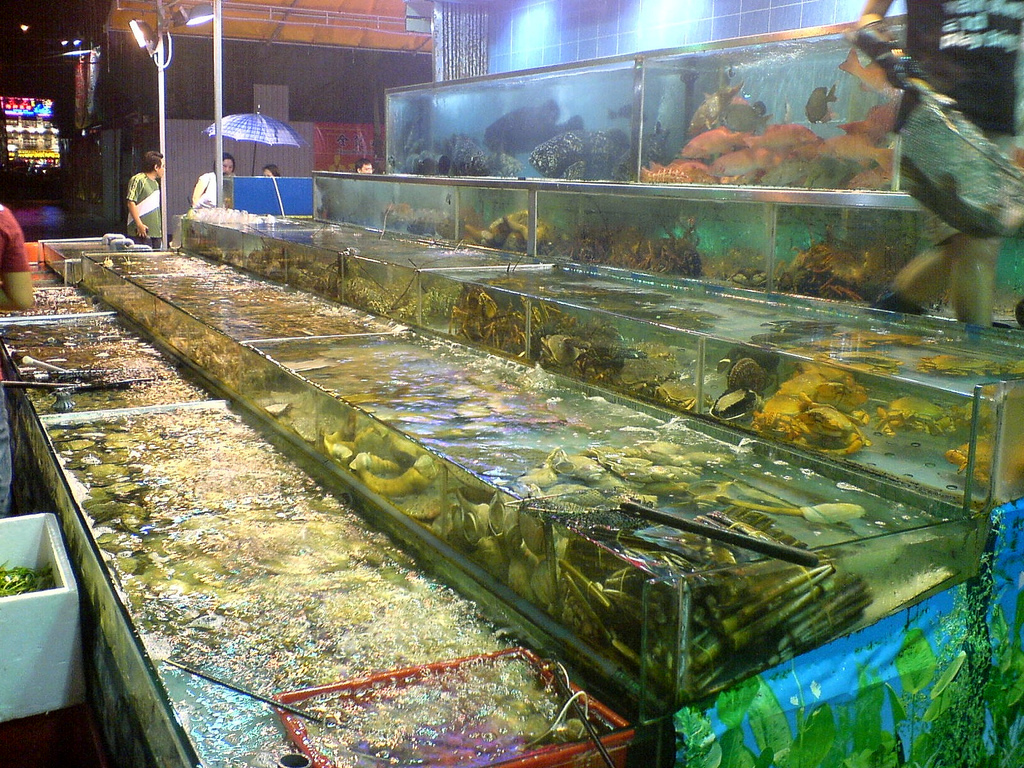
廣東位處中國南部沿海地區，鮮活海鮮是粤菜的一大特色。販賣海鮮的市場遍及东亚各地
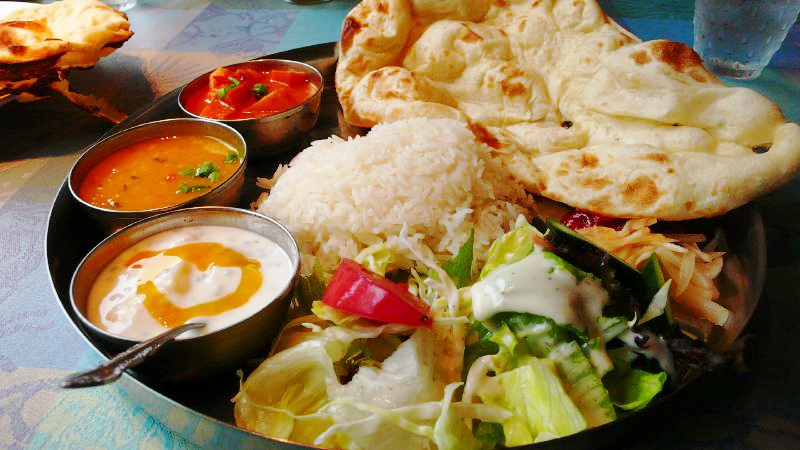
傳統北印度素食塔利，包含源自印度的多種咖哩。在南亞地區，不難發現不同的咖哩料理
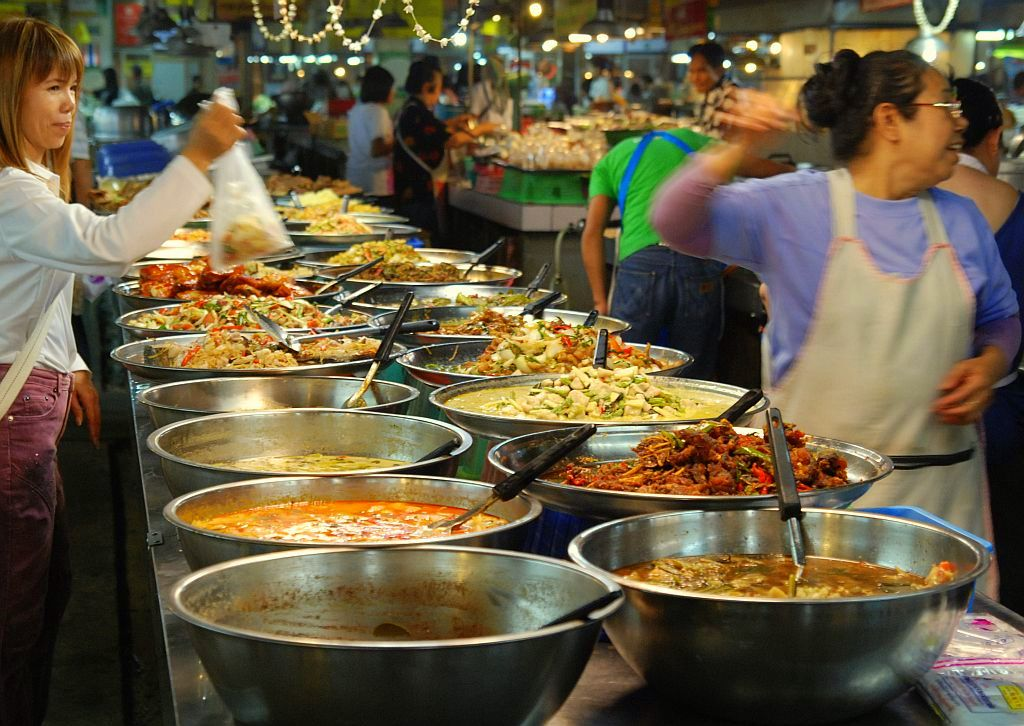
泰国清邁Thanin Market的一個攤檔正販賣預先準備的熟食。售賣食物的攤檔在东南亚隨處可見
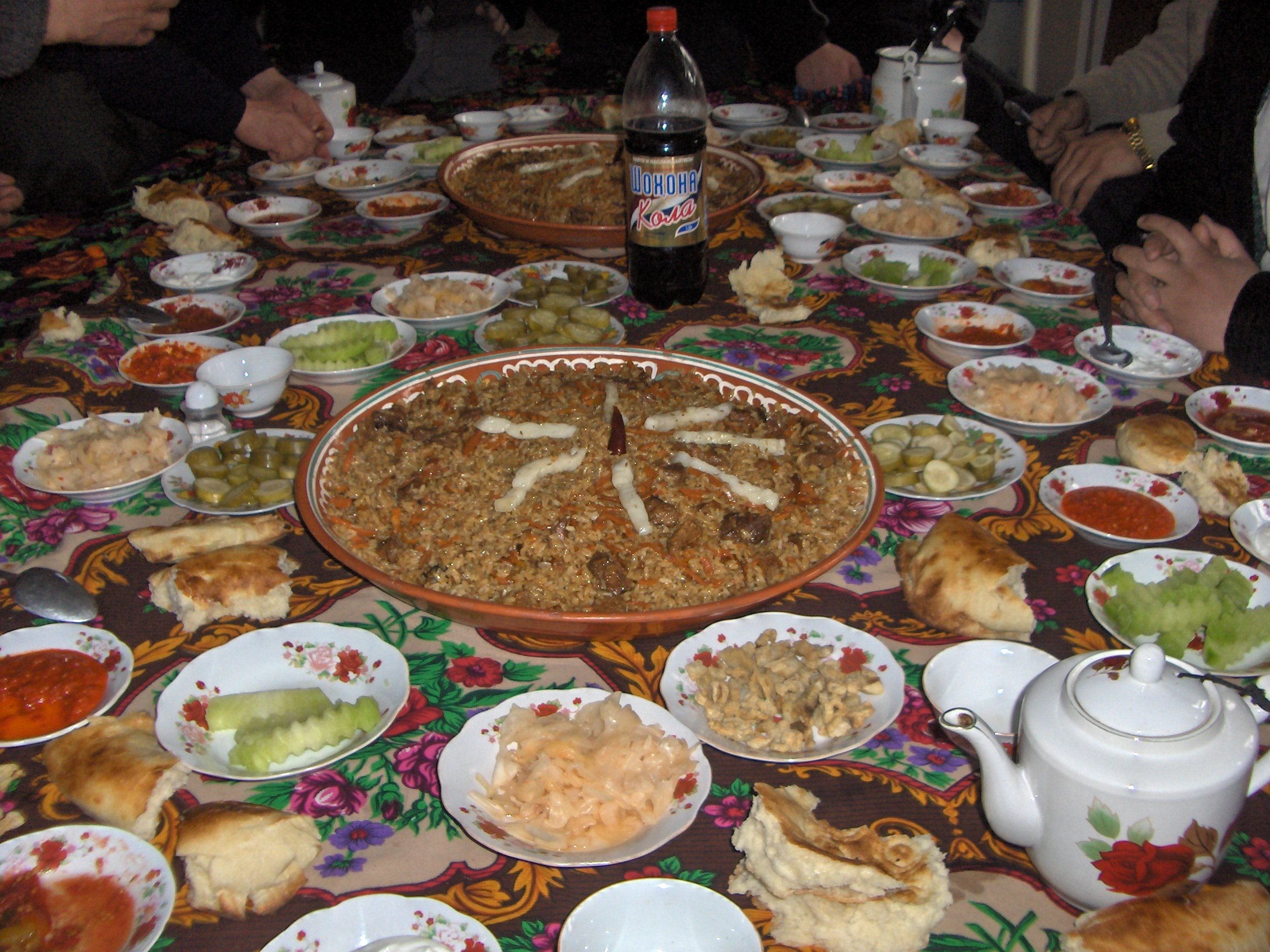
塔吉克斯坦的盛宴。大規模的盛宴一般與中亚地區的文化悉悉相關
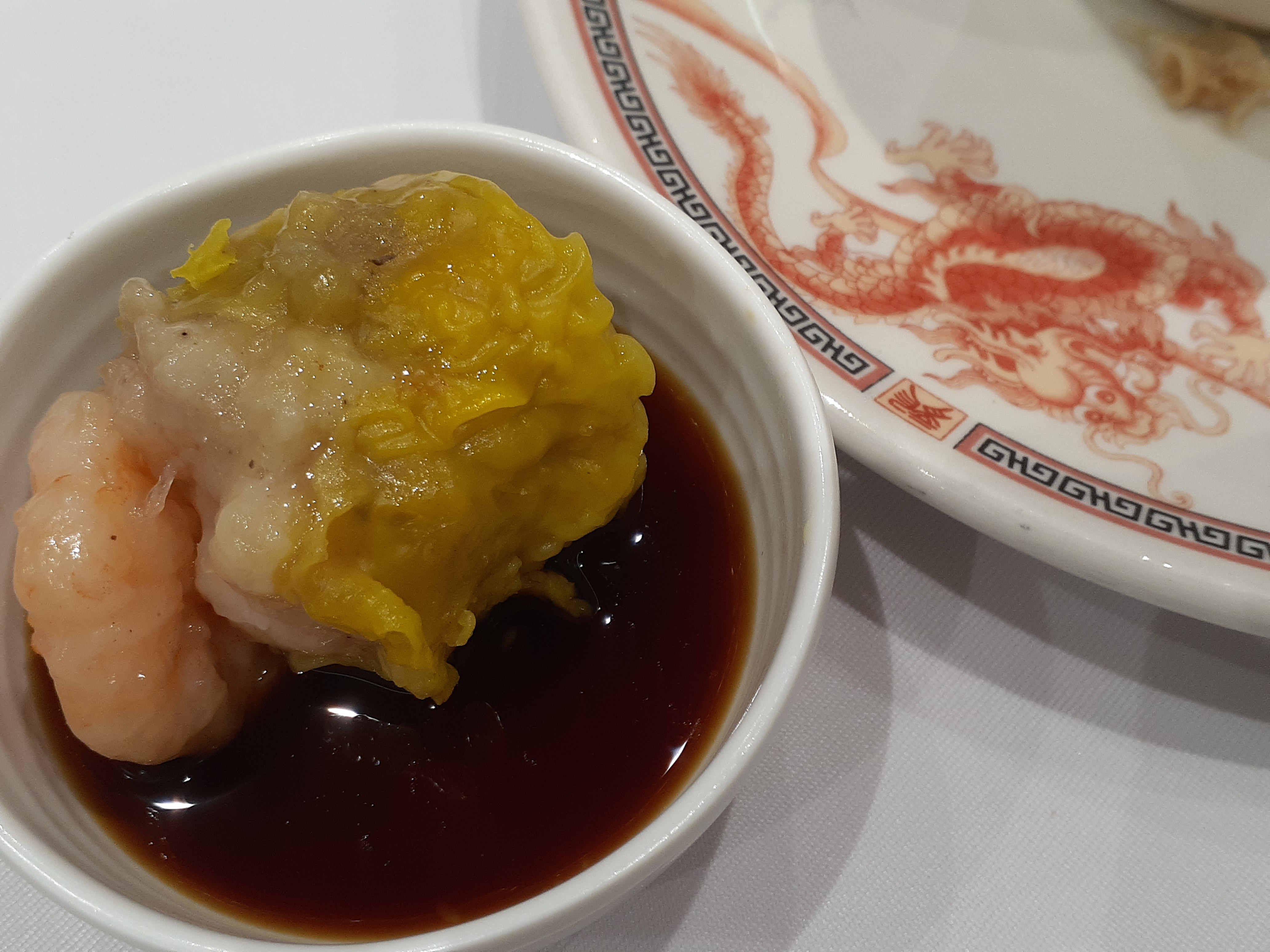
燒賣，是港式中菜的代表作

### 歐洲飲食
歐洲飲食（又稱「西方飲食」）包括了欧洲以及其他西方國家的菜系，亦包括來自北美洲、澳大拉西亞、大洋洲及拉丁美洲的非原住民菜系。該用語被東亞人所採用，用以區分東亞地區的烹調方式。而在英語世界中，該詞或可能更陜義的描述在歐洲（大陸）的菜系；在此情況下，該詞在英國英語的同義詞為「大陸菜系」（Continental cuisine）。

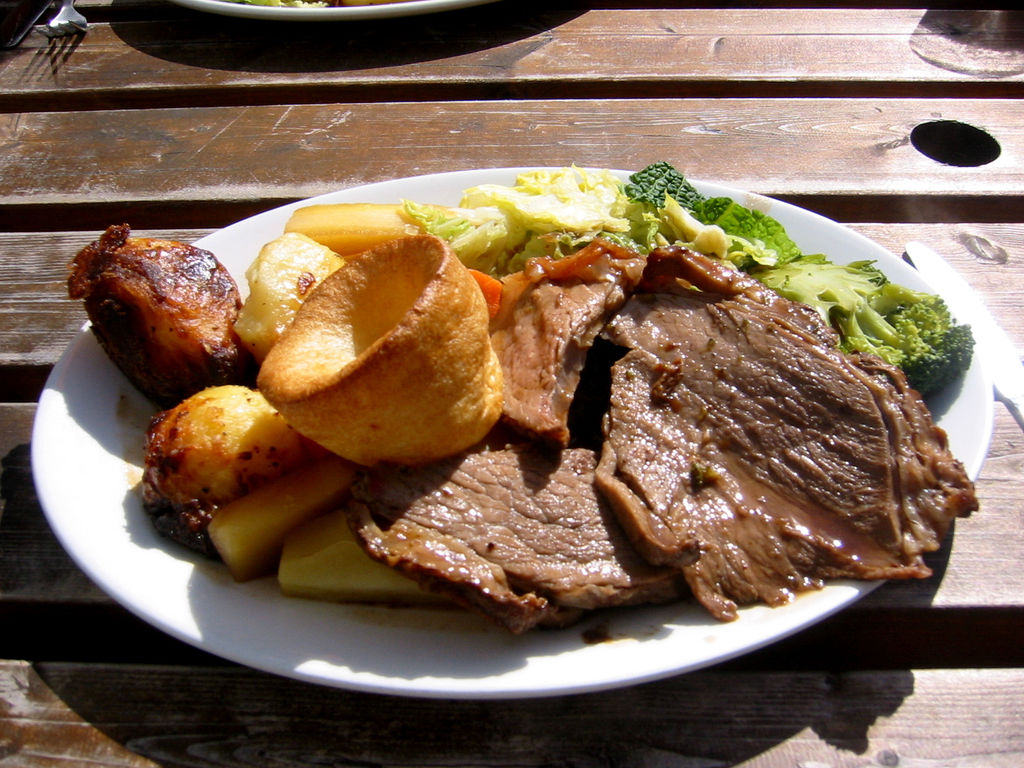
一份英式週日烤肉，包含英式燒牛肉、烤馬鈴薯、蔬菜和約克郡布甸
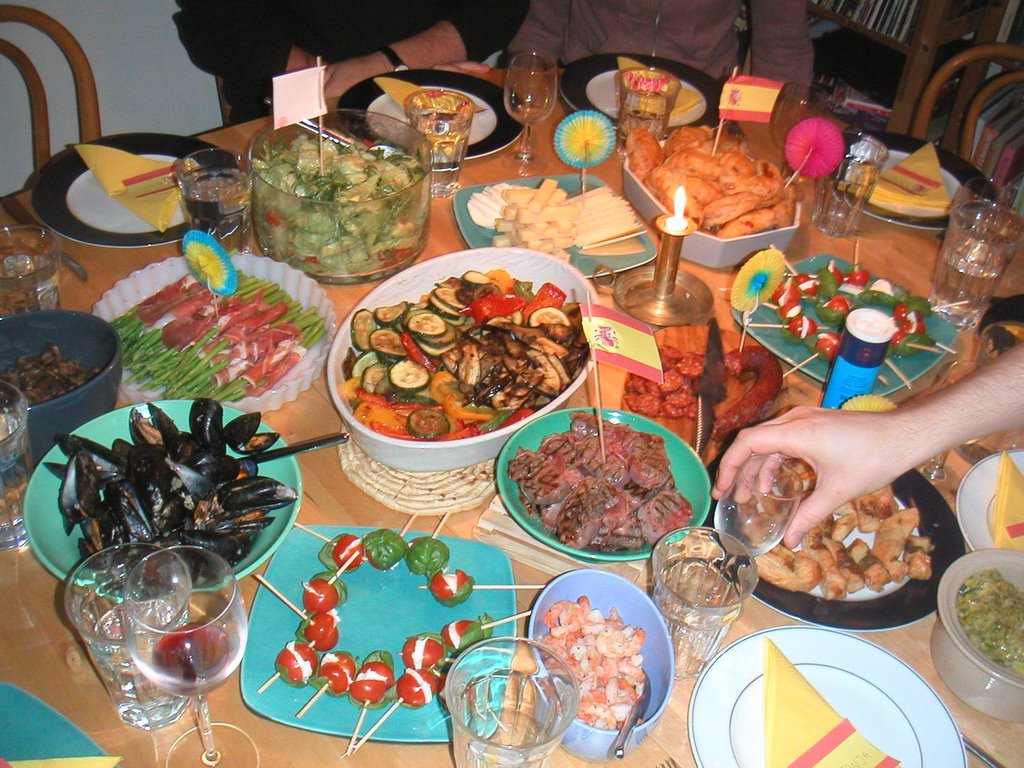
各式各樣的塔帕斯是在西班牙飲食之中的前菜或小吃
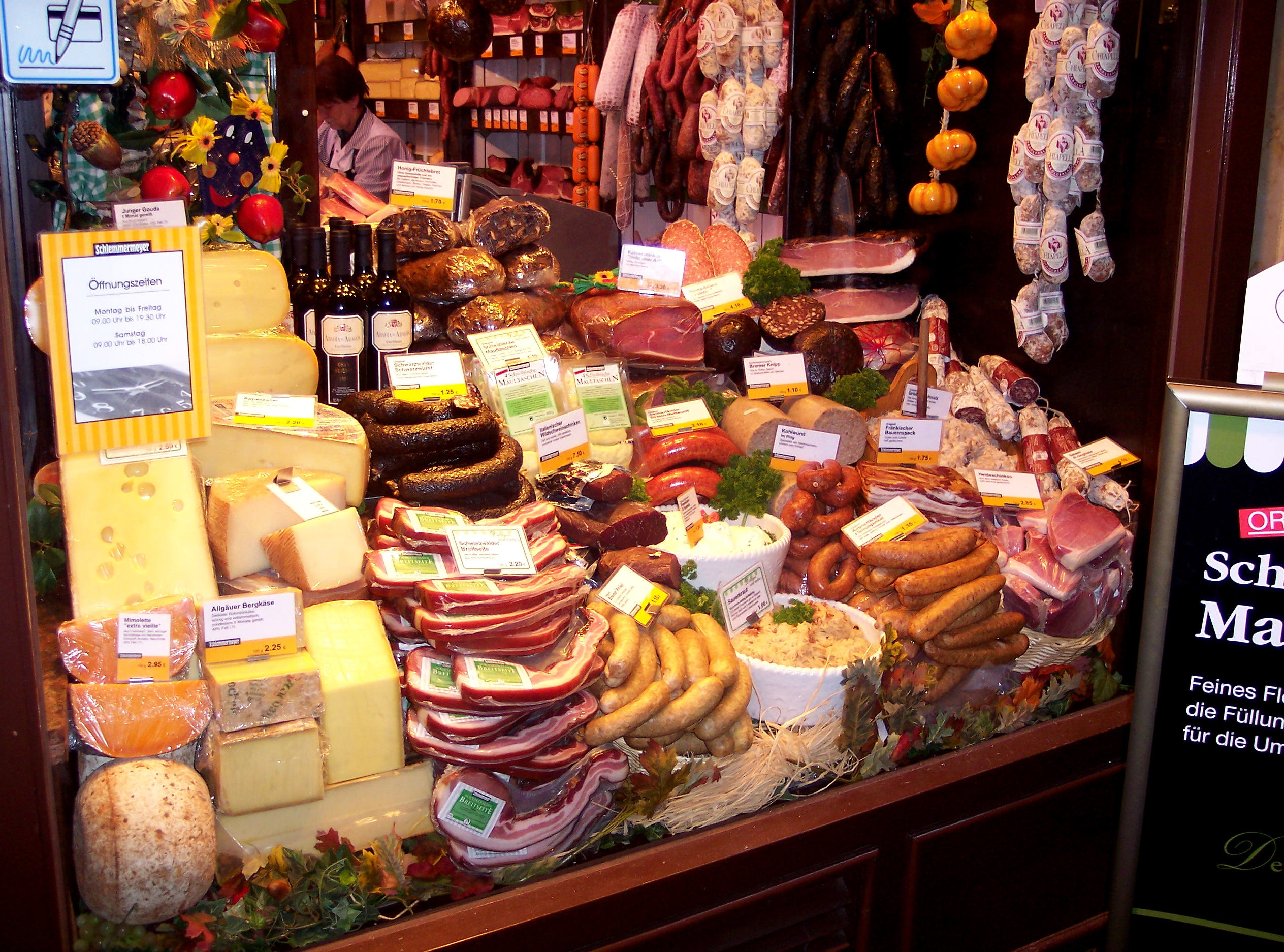
德国的肉腸和乾酪
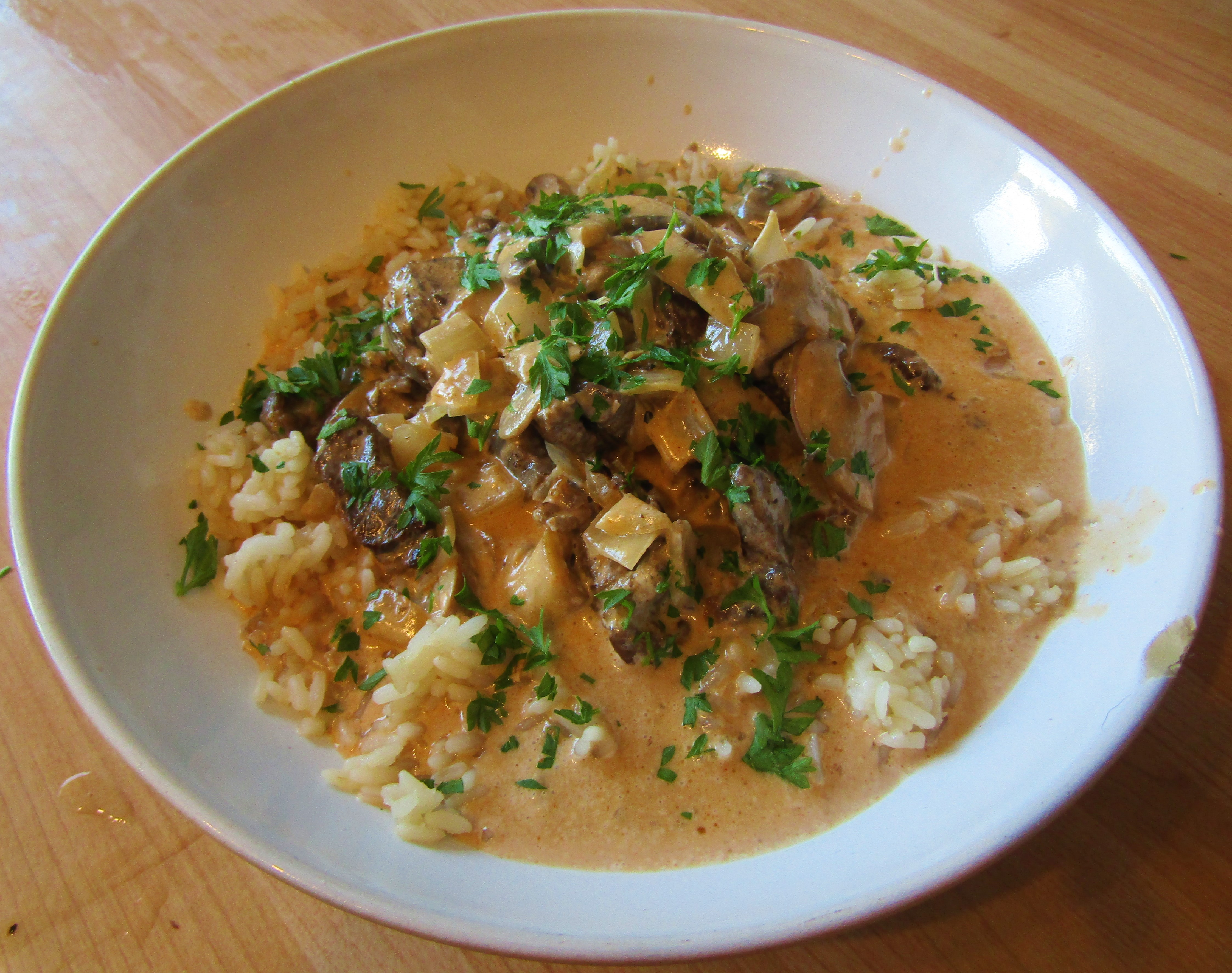
俄式牛柳絲（英语：Beef Stroganoff）是著名的俄國料理

### 大洋洲飲食
大洋洲飲食包括澳大利亞飲食、紐西蘭飲食及不少位於大洋洲的其他島嶼及島嶼群之菜系。澳大利亞飲食除包括源自盎格魯-凱爾特裔移民的料理，亦包括澳大利亞土著準備及進食的叢林食物，以及多種受亞洲飲食影響的創新料理。紐西蘭飲食亦包括啟發自歐洲菜系的料理，計有巴甫洛娃蛋糕及本土的毛里菜。總觀大洋洲，番薯及芋頭是橫跨巴布亚新几内亚至南太平洋地區的主食（不論是過去或現在）；而在南太平洋，人們經常食用魚類，皆因該地區近海。

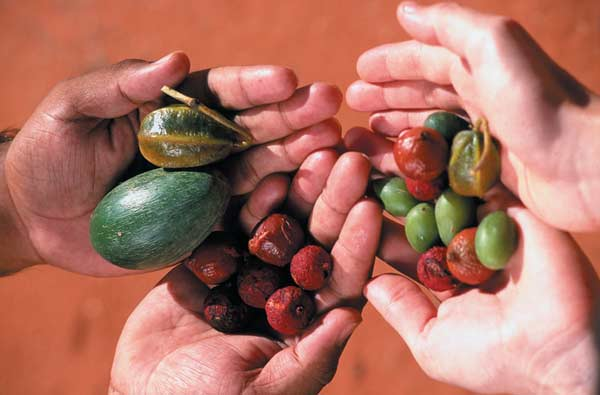
在澳大利亞愛麗絲泉沙漠公園收割的叢林食物
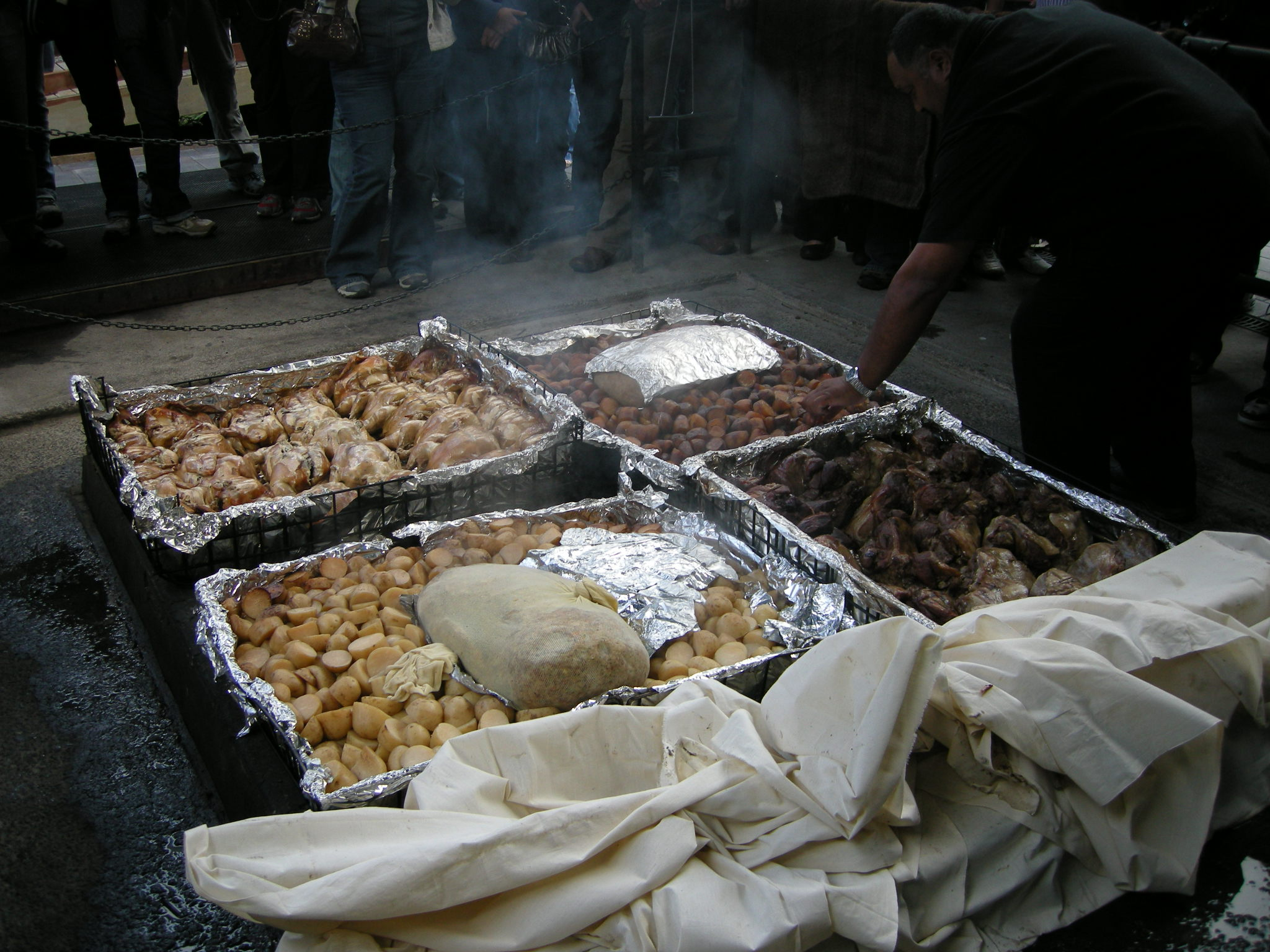
一個正準備當中的毛利石頭火鍋（英语：Hāngi）。這種方式是新西兰毛利族人一種只在特殊場合採用的烹調方法，於炕窯上放上高溫石塊即成
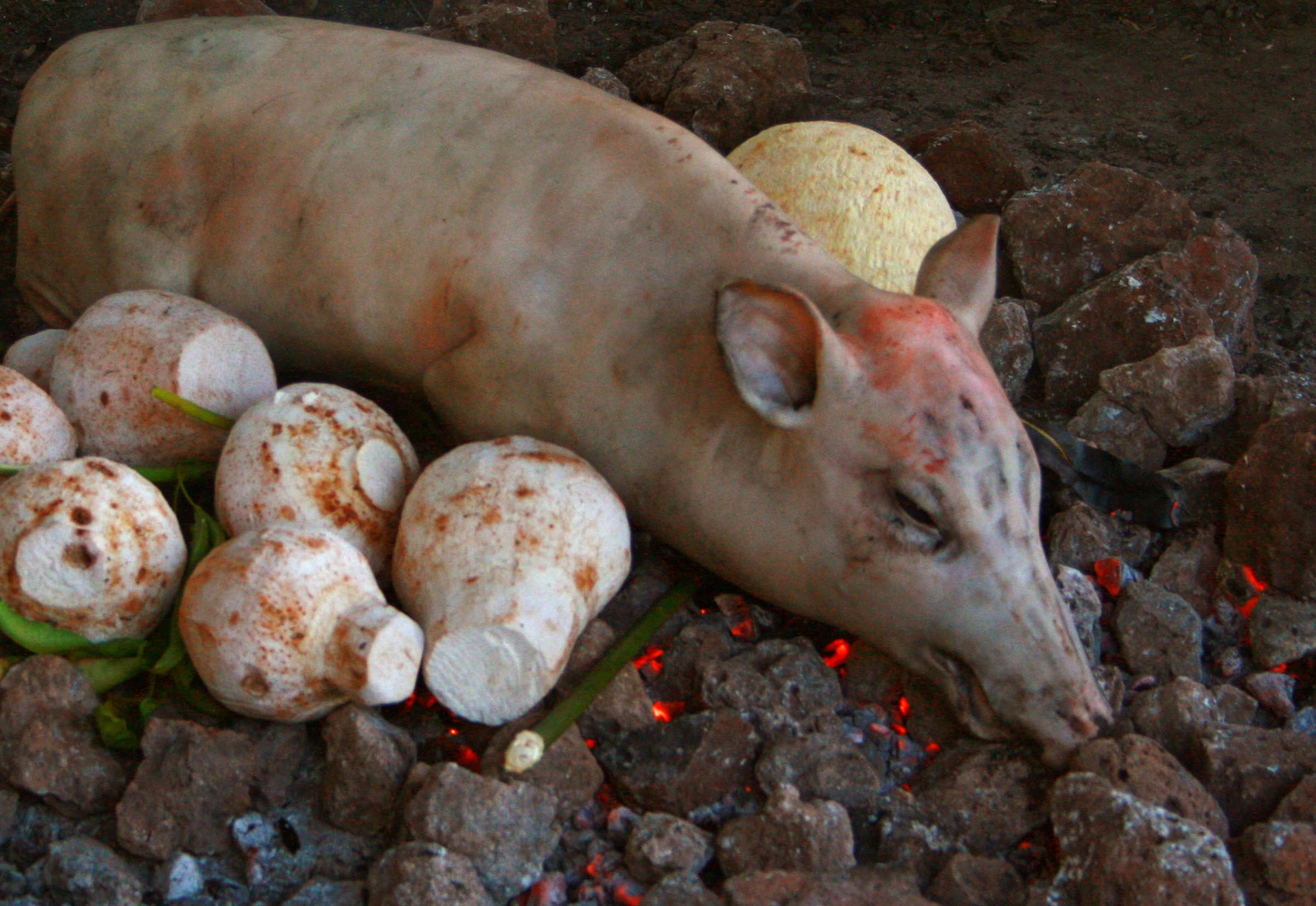
萨摩亚的炕窯是一種於地面上方舖上高溫石塊的烤箱

### 美洲飲食
美洲飲食遍及北美及南美地區，而這些均基於移民人士原居地（以欧洲為主）的菜系演變而成。然而，美洲菜系亦有吸收傳統歐洲菜的精髓，並將之運用於調味料（加入大量當地和本土的調味料）和烹調技藝（大量應用於當地的傳統食品）上。美洲本土飲食由美洲的原住民準備而成，而其影響可見於多元種族的拉丁美洲飲食文化之中。美洲常見主食包括玉米（玉蜀黍）、豆类及马铃薯，而這些均有其本土產種。區域菜系包括北美洲飲食、墨西哥飲食、拉丁美洲飲食、南美洲飲食及加勒比飲食。

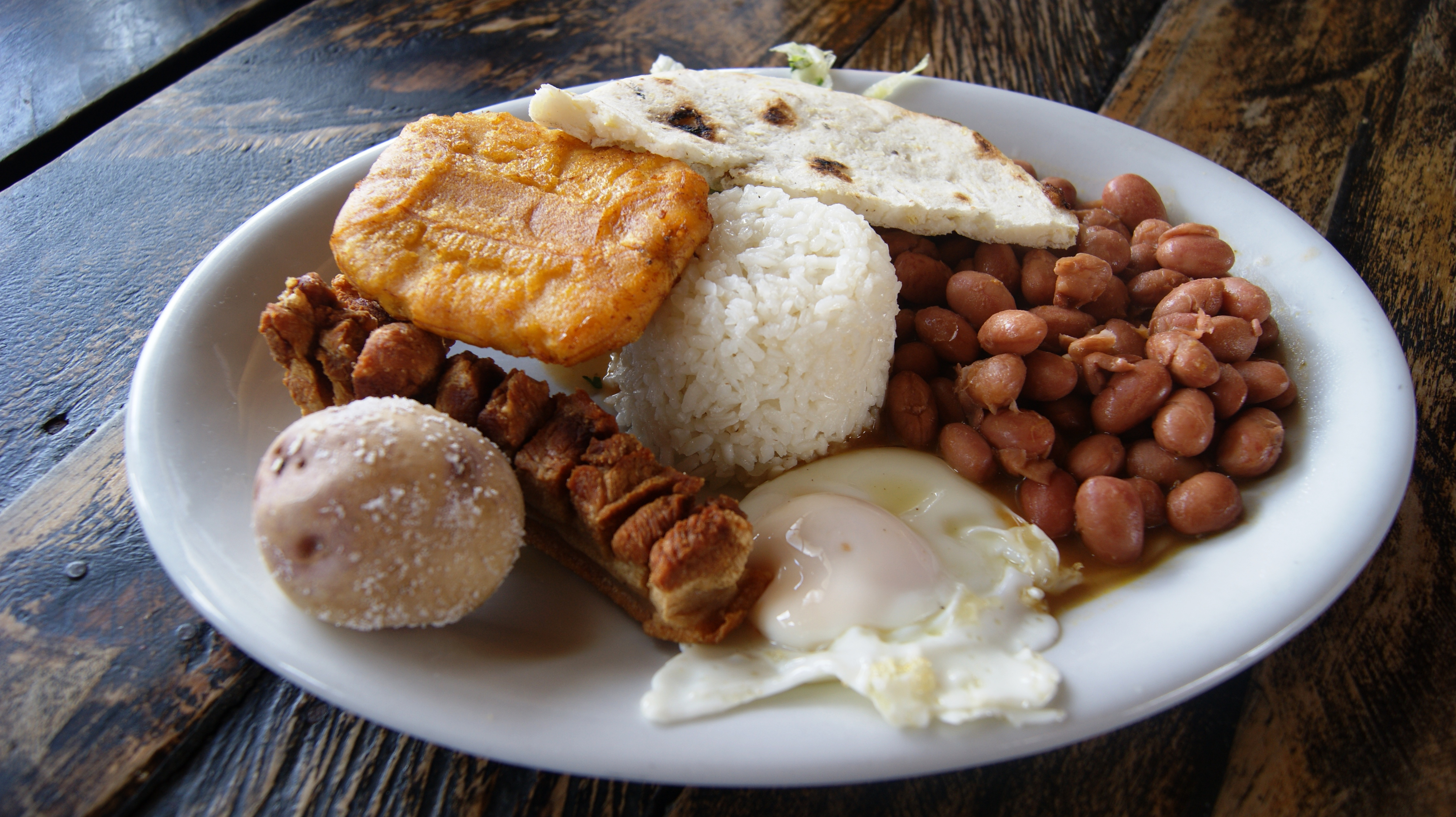
來自哥伦北亚安蒂奥基亚省Peñól de Guatapé的托盤派薩（英语：Bandeja paisa）
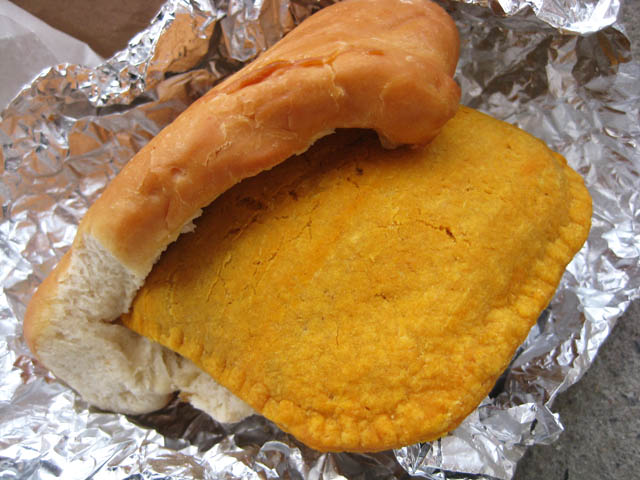
一份包以牙買加肉餅（英语：Jamaican patty）的可可麵包（英语：Coco bread）
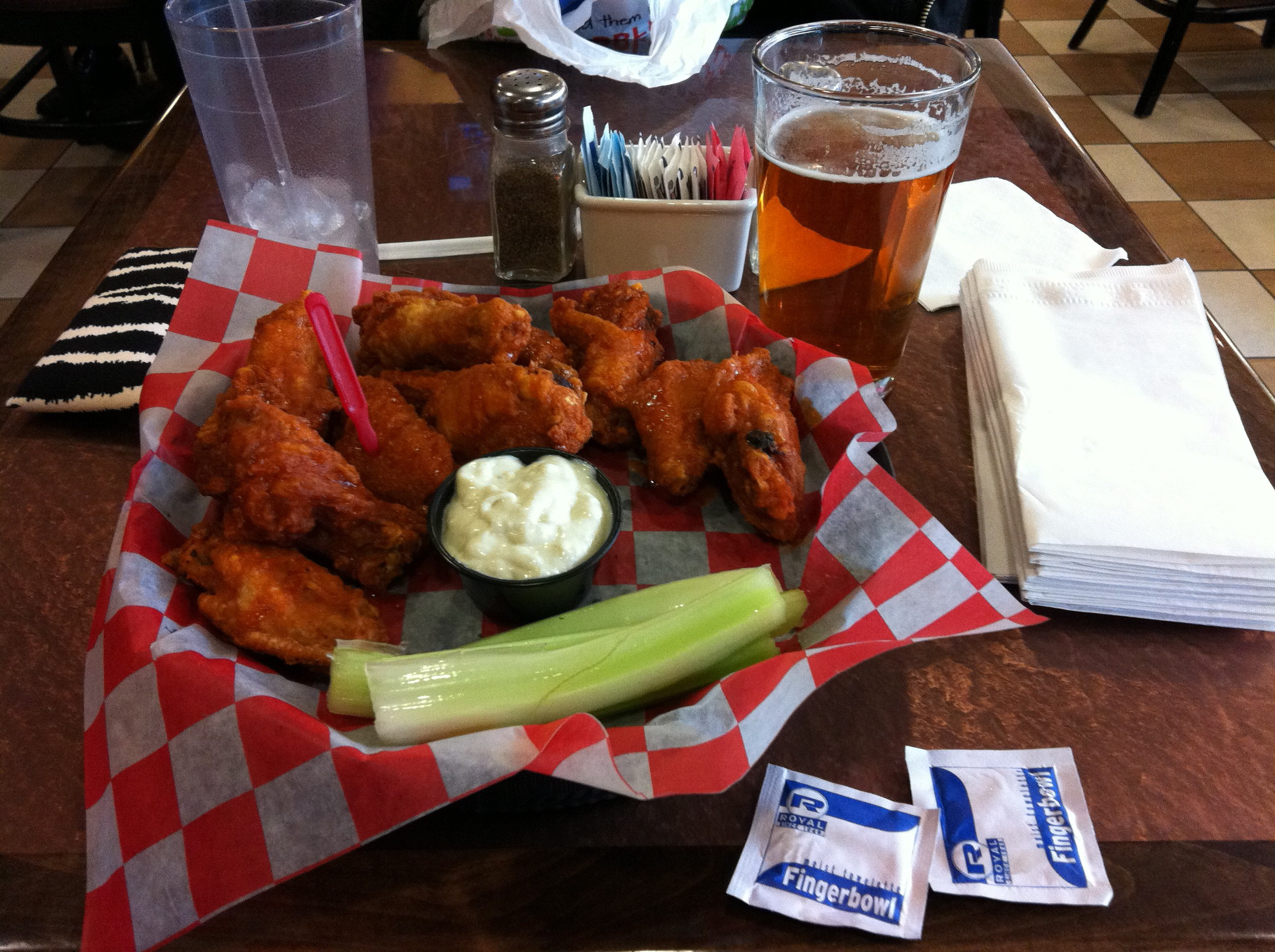
附帶藍紋奶酪醬（英语：Blue cheese dressing）的水牛城辣雞翅，佐以拉格啤酒
以數種肉類（主要為牛肉、雞肉和豬肉）作餡料的墨西哥夹饼

## 延伸閱讀
- Albala, Ken. . Greenwood. 2011  [2021-06-01]. ISBN 978-0-313-37626-9. （原始内容存档于2021-12-01）.
- California Culinary Academy. . Bay Books (CA). 2001. ISBN 1-57959-506-5.
- Laudan, Rachel. . University of California Press. 2013  [2021-06-01]. ISBN 978-0-520-26645-2. （原始内容存档于2022-01-06）.
- MacVeigh, Jeremy.  1st edition. Delmar Cengage Learning. 2008. ISBN 1-4180-4965-4.
- Nenes, Michael F; Robbins, Joe.  1st edition. Hoboken, N.J.: Wiley, John & Sons. 2008. ISBN 0-470-05240-6.
- Scarparto, Rosario. . Royal Melbourne Institute of Technology. 2000  [2021-06-01]. （原始内容存档于2021-12-17）.
- Zobel, Myron. . Patron Press. 1962  [2021-06-01]. （原始内容存档于2022-01-07）.

## 外部連結
- 在美國國家圖書館上的「The Elizabeth Robins Pennell Collection （页面存档备份，存于）」，內含多卷與菜系主題相關。